# Vlag van San Antonio

Vlag van San Antonio

De vlag van San Antonio is de officiële vlag van de stad San Antonio (Texas). De schets van het vlagontwerp, getekend door Spaans-Amerikaanse oorlogsveteraan William W. Herring, dateert van 28 mei 1933. Het ontwerp werd aanzienlijk vaker gebruikt dan de officiële vlag, maar werd nooit officieel aangenomen tot 1976. De huidige vlag is een licht aangepaste versie van het ontwerp van Herring.
De vlag bestaat uit een witte ster op een tweekleurige achtergrond, met blauw aan de broekingzijde en rood aan de vluchtzijde. In het midden van de ster staat een illustratie van De Alamo, zwart omlijnd en gedetailleerd. Rood, wit en blauw zijn de officiële kleuren van de staat Texas, maar ook de nationale kleuren van de Verenigde Staten. Daarnaast symboliseert het blauw loyaliteit en het rood bloed, dat elke loyale Texaan heeft. De illustratie van De Alamo vertegenwoordigt niet alleen de slag en het fort, maar de rol van de stad in de hele Texaanse Onafhankelijkheidsoorlog. De hoogte van de ster is negen tiende van de hoogte van de vlag en de hoogte van De Alamo is een vierde van de breedte van de vlag. De vlag lijkt op verschillende andere stadsvlaggen van Texas, zoals de vlag van Houston en de vlag van Dallas. Alle drie hebben ze grote witte sterren met een ontwerp in het midden, die de bijnaam "Lone Star State" van Texas symboliseren.